# Agence régionale de la biodiversité en Île-de-France
Créée en 2018, l’Agence régionale de la biodiversité en Île-de-France (ARB ÎdF) est une ARB issue du partenariat entre la Région Île-de-France et l’Office français de la biodiversité(OFB), avec l'Institut Paris Région comme opérateur et le soutien de l’État et de l’Agence de l’eau Seine-Normandie. L’ARB ÎdF constitue une plateforme de coopération renforçant les missions de services publics de ces organismes.
Déclinaison territoriale de l’OFB, l’ARB îdF a pour missions d’évaluer l’état de la biodiversité, de suivre son évolution, d’identifier les priorités d’actions régionales, de diffuser les bonnes pratiques et de sensibiliser le public à sa protection. Née de Natureparif et forte de 10 années d’action au service de la biodiversité, son objectif est de renforcer l’action engagée et de l’ancrer durablement dans les territoires, tout en contribuant activement à la Stratégie nationale pour la biodiversité. Avec une nouvelle fonction d’ingénierie territoriale, l’Agence travaille aussi à l’émergence et l’essaimage de projets vertueux.
Portée par l'Institut Paris Région, c’est la 1re Agence régionale de la biodiversité opérationnelle sur le territoire français.

## Histoire
La préfiguration concrète de l'Agence date d'octobre 2007, à l'initiative de la Région Île-de-France, avec pour mission d'améliorer les politiques environnementales, dans l'objectif européen et mondial de stopper la perte de la biodiversité et pour cela de mieux comprendre et respecter ou restaurer les fonctionnalités des écosystèmes. Natureparif a été officiellement lancée le 30 juin 2008.
Le 1er août 2017, Natureparif intègre l'Institut Paris Région au 15 rue Falguière dans le 15e arrondissement de Paris. Elle y rejoint deux autres organismes régionaux qui interviennent dans le domaine de l'environnement : l’Agence régional énergie-climat (AREC) ainsi que l’Observatoire régional des déchets d'Île-de-France (ORDIF). 
Le jeudi 12 avril 2018, la Région Île-de-France, l’État, l’Office français de la biodiversité(OFB), l'Institut Paris Région et l’Agence de l’eau Seine-Normandie lancent officiellement l'Agence régionale de la biodiversité en Île-de-France (ARB îdF). Natureparif est ainsi transformée.
Le 9 janvier 2025, l'ARB ÎdF emménage dans de nouveaux locaux à Saint-Denis, sur le Campus Pleyad, toujours au sein de l'Institut Paris Région.

## Gouvernance

### Le directoire
Le directoire de l’ARB ÎdF a pour rôle de se prononcer les orientations stratégiques, le programme annuel d’actions, le budget annuel, le bilan annuel d’activité, le bilan annuel financier. Il examine le bilan annuel d’activité, le bilan annuel financier et examine et valide les candidatures relatives à la participation au comité des partenaires. Le directoire est composé de 19 membres :
- un président, conseiller régional désigné par le président du Conseil régional d’Île-de-France ;
- un vice-président, le directeur général de l’Office français de la biodiversité (OFB) ou son représentant ;
- six conseillers régionaux désignés par le Conseil régional d’Île-de-France ;
- le président du CESER d’Île-de-France ou son représentant ;
- le Préfet de la région Île-de-France ou son représentant ;
- le directeur régional et interdépartemental de l’environnement et de l’énergie d’Île-de-France ou son représentant ;
- le directeur général de l’Agence de l’eau Seine-Normandie ou son représentant,
- le directeur général de l'Institut Paris Région ou son représentant,
- un représentant par collège du comité des partenaires, soit six représentants au total.

### Le comité des partenaires
Le comité des partenaires émet un avis sur le bilan annuel d’activité de l’année précédente et sur le programme d’actions de l’année suivante. Les collèges du comité des partenaires peuvent proposer des axes de travail et de nouveaux projets contribuant à la réalisation des missions de l’ARB îdF. Chaque collège du comité des partenaires élit en son sein un représentant membre du directoire. La qualité de membre du comité des partenaires peut donner lieu à la passation de conventions de partenariat ou d’actions de mécénat avec l’une des parties.
Il réunit l’ensemble des représentants des acteurs de la biodiversité en Île-de-France, regroupés en six collèges :
- départements,
- communes et établissements publics de coopération intercommunale,
- associations et fédérations contribuant à la protection de l’environnement,
- gestionnaires des aires protégées,
- organismes d’étude et de recherche,
- organismes professionnels et entreprises publiques et privées.

## Missions
Déclinaison territoriale de l’OFB, l’ARB îdF a pour missions d’évaluer l’état de la biodiversité, de suivre son évolution, d’identifier les priorités d’actions régionales, de diffuser les bonnes pratiques et de sensibiliser le public à sa protection. Née de Natureparif et forte de 10 années d’action au service de la biodiversité, son objectif est de renforcer l’action engagée et de l’ancrer durablement dans les territoires, tout en contribuant activement à la stratégie nationale pour la biodiversité. Avec une nouvelle fonction d’ingénierie territoriale, l’Agence travaille aussi à l’émergence et l’essaimage de projets vertueux.
Ses missions s’articulent autour de quatre axes et de treize missions.
Les 4 axes sont une déclinaison des missions de l’OFB propre à la région Île-de-France, qui sont :
- le développement des connaissances au service des enjeux de la biodiversité en Île-de-France ;
- l’appui et soutien pour les politiques franciliennes en faveur de la biodiversité ;
- l’ingénierie, formation et expertise auprès des acteurs franciliens ;
- la sensibilisation sur les enjeux de la biodiversité auprès des Franciliens et contribution à l’action internationale.

## Publications
L'Agence vise à informer et sensibiliser les Franciliens aux questions et enjeux posés par l'érosion de la biodiversité via : un site internet, une page Facebook, un compte twitter, un compte LinkedIn, une chaîne Dailymotion. 
L'Agence met gratuitement à disposition des acteurs franciliens un grand nombre de supports à vocation scientifiques et pédagogiques : les listes rouges régionales, les indicateurs de l’état de santé de la biodiversité en Île-de-France, des guides pratiques à destination des acteurs économiques et politiques, l’ensemble des actes des colloques et des rencontres organisés par l'agence. L'Agence propose aussi des ressources pédagogiques telles que : des expositions, des livrets et cahier découverte, des jeux et documentaires audiovisuels.